# Leiobunum guerreoensis
Leiobunum guerreoensis is een hooiwagen uit de familie Sclerosomatidae.